# Meir Simcha de Dvinsk
Meir Simcha de Dvinsk connu comme Meir Simcha ha-Kohen (Meir Simcha le Cohen) 
(en hébreu:: מאיר שמחה הכהן מדווינסק), né en 1843 à Butrimonys, Lituanie et mort le 14 août 1926 à Riga en Lettonie, est un rabbin orthodoxe, célèbre pour ses commentaires sur le Mishneh Torah de Maimonide, qu'il intitule Ohr Somayach (("Joyeuse Lumière"), ainsi que par son ouvrage sur la Torah intitulé Meshech Chochma.

## Biographie
Meir Simcha est né en 1843 à Butrimonys, Lituanie. Il est le fils du rabbin Shimshon Klonimus, un Talmid Chacham et un homme de moyens, connu pour son hospitalité. Il reçoit pendant une longue période le rabbin Meir de Tiktin qui le bénit d'avoir un fils qui illuminera le monde avec sa Torah. Il reçoit de même une bénédiction du rabbin de Baltrimantz, pour la naissance d'un fils qui réjouisse ses parents.. Dans l'année, naît Meir Simcha, nommé Meir pour le rabbin Meir de Tiktin et Simcha pour la bénédiction du rabbin de Baltrimantz.
Meir Simcha épouse Chaya, la fille de Tzvi Paltiel Makovsky of Bialystock, en Pologne.

### Bialystok
Après son mariage, il s'installe à Bialystok. Son beau-père subvient à ses besoins financiers alors qu'il continue ses études, pendant quelques années,.
Son épouse ouvre un commerce, pour leur permettre de vivre. Le couple reste à Bialystok de nombreuses années, jusqu'à ce que Meir Simcha accepte l'offre de devenir rabbin à Dvinsk.

### Dvinsk (Daugavpils)
Il devient rabbin de Dvinsk (Daugavpils) en Lettonie vers 1883., où il dirige la communauté non-hassidique (Mitnagdim), fonction qu'il occupe, pendant trente-neuf ans, i.e. jusqu'à sa mort. Le rabbin Yosef Rosen connu comme le Rogatchover Gaon, arrive à Dvinsk un an après Meir Simcha, et dirige la communauté hassidique pendant cinquante ans.

### Rumeur de sa mort
En 1919, le journal yiddish Haynt rapporte une nouvelle inexacte que Meir Simcha aurait été tué par une balle russe. La nouvelle fait le tour du monde. On porte son deuil à Jérusalem. Il faut du temps pour rétablir les faits.

## Œuvres
- (he) Meshech Chochma al haTorah
- (he) Or Sameach al ha-Rambam